# Globos de Ouro (Portugal)
Os Globos de Ouro são troféus atribuídos anualmente em Portugal desde 1996, numa organização conjunta da estação de televisão SIC e da revista Caras.
Os prémios são atribuídos a profissionais em várias áreas da arte e entretenimento no país, desde o teatro ao desporto, passando pelo cinema, moda e música.

## Galas de atribuição
|                                                                            |                        |                                  |                                               |  |  |  |  |  |
| Edição                                                                     | Data                   | Local                            | Apresentador(es)                              |  |  |  |  |  |
| I                                                                          | 8 de abril de 1996     | Coliseu dos Recreios             | Catarina Furtado                              |  |  |  |  |  |
| II                                                                         | 7 de abril de 1997     | Coliseu dos Recreios             | Catarina Furtado                              |  |  |  |  |  |
| III                                                                        | 5 de abril de 1998     | Coliseu dos Recreios             | Catarina Furtado                              |  |  |  |  |  |
| IV                                                                         | 11 de abril de 1999    | Coliseu dos Recreios             | Catarina Furtado                              |  |  |  |  |  |
| V                                                                          | 2 de abril de 2000     | Coliseu dos Recreios             | Catarina Furtado                              |  |  |  |  |  |
| VI                                                                         | 8 de abril de 2001     | Coliseu dos Recreios             | Catarina Furtado                              |  |  |  |  |  |
| VII                                                                        | 5 de maio de 2002      | Coliseu dos Recreios             | Catarina Furtado e Herman José                |  |  |  |  |  |
| VIII                                                                       | 30 de maio de 2003     | Coliseu dos Recreios             | Maria João Bastos, Herman José e Fátima Lopes |  |  |  |  |  |
| IX                                                                         | 24 de maio de 2004     | Coliseu dos Recreios             | Herman José, Sílvia Alberto e Fátima Lopes    |  |  |  |  |  |
| X                                                                          | 17 de abril de 2005    | Coliseu dos Recreios             | Herman José, Sílvia Alberto e Fátima Lopes    |  |  |  |  |  |
| XI                                                                         | 21 de maio de 2006     | Praça de Touros do Campo Pequeno | Bárbara Guimarães                             |  |  |  |  |  |
| XII                                                                        | 1 de abril de 2007     | Praça de Touros do Campo Pequeno | Bárbara Guimarães                             |  |  |  |  |  |
| XIII                                                                       | 11 de maio de 2008     | Coliseu dos Recreios             | Bárbara Guimarães                             |  |  |  |  |  |
| XIV                                                                        | 17 de maio de 2009     | Coliseu dos Recreios             | Bárbara Guimarães                             |  |  |  |  |  |
| XV                                                                         | 23 de maio de 2010     | Coliseu dos Recreios             | Bárbara Guimarães                             |  |  |  |  |  |
| XVI                                                                        | 29 de maio de 2011     | Coliseu dos Recreios             | Bárbara Guimarães                             |  |  |  |  |  |
| XVII                                                                       | 20 de maio de 2012     | Coliseu dos Recreios             | Bárbara Guimarães                             |  |  |  |  |  |
| XVIII                                                                      | 19 de maio de 2013     | Coliseu dos Recreios             | Bárbara Guimarães                             |  |  |  |  |  |
| XIX                                                                        | 18 de maio de 2014     | Coliseu dos Recreios             | Bárbara Guimarães                             |  |  |  |  |  |
| XX                                                                         | 24 de maio de 2015     | Coliseu dos Recreios             | Bárbara Guimarães                             |  |  |  |  |  |
| XXI                                                                        | 15 de maio de 2016     | Coliseu dos Recreios             | Bárbara Guimarães                             |  |  |  |  |  |
| XXII                                                                       | 21 de maio de 2017     | Coliseu dos Recreios             | João Manzarra                                 |  |  |  |  |  |
| XXIII                                                                      | 20 de maio de 2018     | Coliseu dos Recreios             | César Mourão                                  |  |  |  |  |  |
| XXIV                                                                       | 29 de setembro de 2019 | Coliseu dos Recreios             | Cristina Ferreira                             |  |  |  |  |  |
| Em 2020, os Globos de Ouro não se realizaram devido à Pandemia de COVID-19 |                        |                                  |                                               |  |  |  |  |  |
| XXV                                                                        | 3 de outubro de 2021   | Coliseu dos Recreios             | Clara de Sousa                                |  |  |  |  |  |
| XXVI                                                                       | 2 de outubro de 2022   | Coliseu dos Recreios             | Clara de Sousa                                |  |  |  |  |  |
| XXVII                                                                      | 1 de outubro de 2023   | Coliseu dos Recreios             | Clara de Sousa                                |  |  |  |  |  |
| XXVIII                                                                     | 29 de setembro de 2024 | Coliseu dos Recreios             | Clara de Sousa                                |  |  |  |  |  |

## Audiências
-

| Cerimónias | Cerimónias | Cerimónias                           | Cerimónias                           | Cerimónias                           | Cerimónias | Cerimónias | Cerimónias     | Cerimónias     | Cerimónias | Passadeira vermelha | Passadeira vermelha | Gráfico |
| Ano        | Rating (%) | Share (%)                            | Pico máximo                          | Pico máximo                          | Emissão    | Emissão    | Telespetadores | Telespetadores | Ref.       | Rating (%)          | Share (%)           | Gráfico |
| Ano        | Rating (%) | Share (%)                            | Rating (%)                           | Share (%)                            | Início     | Duração    | Telespetadores | Telespetadores | Ref.       | Rating (%)          | Share (%)           | Gráfico |
| Ano        | LIVE até 2015 LIVE+VOSDAL desde 2016 | LIVE até 2015 LIVE+VOSDAL desde 2016 | LIVE até 2015 LIVE+VOSDAL desde 2016 | LIVE até 2015 LIVE+VOSDAL desde 2016 | Início     | Duração    | Média          | Total          | Ref.       | Rating (%)          | Share (%)           | Gráfico |
| ---------- | --- | ------------------------------------ | ------------------------------------ | ------------------------------------ | ---------- | ---------- | -------------- | -------------- | ---------- | ------------------- | ------------------- | --- |
| 1996       | — | 77,9%                                | —                                    | —                                    | —          | —          | —              | —              | —          | —                   | —                   | Esta página contém um gráfico que utiliza a extensão <graph> . A extensão está temporariamente indisponível e será reativada quando possível. Para mais informações, consulte o ticket T334940 . |
| 1997       | 22,4% | —                                    | —                                    | —                                    | —          | —          | —              | —              | —          | —                   | —                   | Esta página contém um gráfico que utiliza a extensão <graph> . A extensão está temporariamente indisponível e será reativada quando possível. Para mais informações, consulte o ticket T334940 . |
| 1998       | — | 78%                                  | —                                    | —                                    | —          | —          | —              | —              | —          | —                   | —                   | Esta página contém um gráfico que utiliza a extensão <graph> . A extensão está temporariamente indisponível e será reativada quando possível. Para mais informações, consulte o ticket T334940 . |
| 1999       | 19,3% | 69,9%                                | —                                    | —                                    | 21:59:37   | 02:46:57   | 1.825.000      | —              | [ 1 ]      | —                   | —                   | Esta página contém um gráfico que utiliza a extensão <graph> . A extensão está temporariamente indisponível e será reativada quando possível. Para mais informações, consulte o ticket T334940 . |
| 2000       | 15,5% | 52,4%                                | —                                    | —                                    | 22:06:47   | 02:42:31   | 1 465 000      | —              | [ 1 ]      | —                   | —                   | Esta página contém um gráfico que utiliza a extensão <graph> . A extensão está temporariamente indisponível e será reativada quando possível. Para mais informações, consulte o ticket T334940 . |
| 2001       | 10% | 40,2%                                | —                                    | —                                    | 22:05:36   | 02:51:23   | 899 000        | 3.675.500      | [ 1 ]      | —                   | —                   | Esta página contém um gráfico que utiliza a extensão <graph> . A extensão está temporariamente indisponível e será reativada quando possível. Para mais informações, consulte o ticket T334940 . |
| 2002       | 10,7% | 40,2%                                | —                                    | —                                    | 22:00:54   | 01:56:58   | 1 012 000      | —              | [ 1 ]      | —                   | —                   | Esta página contém um gráfico que utiliza a extensão <graph> . A extensão está temporariamente indisponível e será reativada quando possível. Para mais informações, consulte o ticket T334940 . |
| 2003       | 16% | 49,6%                                | —                                    | —                                    | 22:14:44   | 02:07:17   | 1 513 000      | —              | [ 1 ]      | —                   | —                   | Esta página contém um gráfico que utiliza a extensão <graph> . A extensão está temporariamente indisponível e será reativada quando possível. Para mais informações, consulte o ticket T334940 . |
| 2004       | 13,8% | 38,9%                                | —                                    | —                                    | 21:51:05   | 02:23:31   | 1 305 000      | —              | [ 1 ]      | —                   | —                   | Esta página contém um gráfico que utiliza a extensão <graph> . A extensão está temporariamente indisponível e será reativada quando possível. Para mais informações, consulte o ticket T334940 . |
| 2005       | 9,8% | 29,6%                                | —                                    | —                                    | 21:48:10   | 02:14:34   | 926 000        | —              | [ 1 ]      | —                   | —                   | Esta página contém um gráfico que utiliza a extensão <graph> . A extensão está temporariamente indisponível e será reativada quando possível. Para mais informações, consulte o ticket T334940 . |
| 2006       | 11% | 33,6%                                | —                                    | —                                    | 21:02:52*  | 03:14:32   | 1 040 500      | —              | [ 1 ]      | —                   | —                   | Esta página contém um gráfico que utiliza a extensão <graph> . A extensão está temporariamente indisponível e será reativada quando possível. Para mais informações, consulte o ticket T334940 . |
| 2007       | 12,5% | 40%                                  | —                                    | —                                    | 21:15:38*  | 03:07:29   | 1 182 000      | 4.672.300      | [ 1 ]      | —                   | —                   | Esta página contém um gráfico que utiliza a extensão <graph> . A extensão está temporariamente indisponível e será reativada quando possível. Para mais informações, consulte o ticket T334940 . |
| 2008       | 10,1% | 35,2%                                | —                                    | —                                    | 22:07:27   | 03:07:36   | 955 500        | 3.598.600      | [ 1 ]      | —                   | —                   | Esta página contém um gráfico que utiliza a extensão <graph> . A extensão está temporariamente indisponível e será reativada quando possível. Para mais informações, consulte o ticket T334940 . |
| 2009       | 12,5% | 38,7%                                | —                                    | —                                    | 21:51:03   | 03:01:30   | 1 186 000      | —              | [ 1 ]      | —                   | —                   | Esta página contém um gráfico que utiliza a extensão <graph> . A extensão está temporariamente indisponível e será reativada quando possível. Para mais informações, consulte o ticket T334940 . |
| 2010       | 11,5% | 41,9%                                | —                                    | —                                    | 22:00:22   | 02:41:56   | 1 088 000      | —              | [ 1 ]      | 11,4%               | 26%                 | Esta página contém um gráfico que utiliza a extensão <graph> . A extensão está temporariamente indisponível e será reativada quando possível. Para mais informações, consulte o ticket T334940 . |
| 2011       | 12,9% | 47,2%                                | 18,7%                                | 58,4%                                | 22:01:01   | 02:58:17   | 1 229.200      | 3.234.800      | [ 2 ]      | 14,5%               | 39,1%               | Esta página contém um gráfico que utiliza a extensão <graph> . A extensão está temporariamente indisponível e será reativada quando possível. Para mais informações, consulte o ticket T334940 . |
| 2012       | 11,2% | 29,3%                                | 20,3%                                | 40,0%                                | 21:59:00   | —          | 1 084 000      | —              | —          | 10,9%               | 21,1%               | Esta página contém um gráfico que utiliza a extensão <graph> . A extensão está temporariamente indisponível e será reativada quando possível. Para mais informações, consulte o ticket T334940 . |
| 2013       | 13,4% | 32%                                  | 21,2%                                | 41,8%                                | 21:58:06   | 02:56:25   | 1 297 000      | —              | [ 3 ]      | 14,3%               | 26,6%               | Esta página contém um gráfico que utiliza a extensão <graph> . A extensão está temporariamente indisponível e será reativada quando possível. Para mais informações, consulte o ticket T334940 . |
| 2014       | 11% | 29,2%                                | 17,4%                                | 33,8%                                | 22:01:15   | 02:57:58   | 1 064 000      | —              | [ 4 ]      | 12,5%               | 24,6%               | Esta página contém um gráfico que utiliza a extensão <graph> . A extensão está temporariamente indisponível e será reativada quando possível. Para mais informações, consulte o ticket T334940 . |
| 2015       | 10,2% | 30,2%                                | 14,4%                                | 30,8%                                | 22:00:30   | 02:44:52   | 983 000        | 2.953.000      | [ 5 ]      | 11,7%               | 24,9%               | Esta página contém um gráfico que utiliza a extensão <graph> . A extensão está temporariamente indisponível e será reativada quando possível. Para mais informações, consulte o ticket T334940 . |
| 2016       | 8,8% | 27,7%                                | 14,2%                                | 28,7%                                | 22:08:22   | 02:49:47   | 852 000        | —              | [ 6 ]      | 11,8%               | 23,5%               | Esta página contém um gráfico que utiliza a extensão <graph> . A extensão está temporariamente indisponível e será reativada quando possível. Para mais informações, consulte o ticket T334940 . |
| 2017       | 9,9% | 26,8%                                | 12,7%                                | 33,7%                                | 22:01:29   | 02:36:03   | 954 500        | —              | [ 7 ]      | 10,3%               | 21,5%               | Esta página contém um gráfico que utiliza a extensão <graph> . A extensão está temporariamente indisponível e será reativada quando possível. Para mais informações, consulte o ticket T334940 . |
| 2018       | 7,0% | 19,7%                                | 9,9%                                 | 19,7%                                | 22:02:04   | 02:23:19   | 678 000        | 3 446 000      | [ 8 ]      | 8,0%                | 16,3%               | |
| 2019       | 14,4% | 31,9%                                | 16,6%                                | 33,8%                                | 21:22:07   | 02:22:47   | 1 364 700      | —              | —          | 8,5%                | 19,8%               | |
| 2021       | 13,1% | 26,1%                                | 16,9%                                | 39,6%                                | 21:13:00   |            | 1 096 750      | —              | [ 10 ]     | —                   | —                   | |
| 2021       | 10,1% | 36,8%                                | 16,9%                                | 39,6%                                | 21:13:00   |            | 1 096 750      | —              | [ 10 ]     | —                   | —                   | |
| 2022       | 13,4% | 28,4%                                | 15,6%                                | 30,4%                                | —          | —          | —              | —              | [ 11 ]     | 7,7%                | 17,7%               | |
| 2022       | 8,4% | 31,2%                                | 15,6%                                | 30,4%                                | —          | —          | —              | —              | [ 11 ]     | 7,7%                | 17,7%               | |
| 2023       | 12,3% | 24,1%                                | 13,9%                                | 33,2%                                | 21:18:00   | —          | 1 109 200      | —              | [ 12 ]     | 7,7%                | 18,5%               | |
| 2023       | 8,4% | 31,2%                                | 13,9%                                | 33,2%                                | 21:18:00   | —          | 1 109 200      | —              | [ 12 ]     | 7,7%                | 18,5%               | |
| 2023       | 6,2% | 25,7%                                | 13,9%                                | 33,2%                                | 21:18:00   | —          | 1 109 200      | —              | [ 12 ]     | 7,7%                | 18,5%               | |
| 2024       | 10,3% | 26,5%                                | 13,9%                                | 37%                                  |            |            | 997 800        | —              | [ 14 ]     | 7,3%                | 16,3%               | |
|            | Esta página contém um gráfico que utiliza a extensão <graph>. A extensão está temporariamente indisponível e será reativada quando possível. Para mais informações, consulte o ticket T334940. |                                      |                                      |                                      |            |            |                |                |            |                     |                     | |

Legenda :
     Melhor resultado
     Pior resultado